# فايز المقداد
فايز المقداد (مواليد عام 1978 في دمشق) مهندس زراعي وسياسي سوري يشغل منصب وزير الزراعة والإصلاح الزراعي في حكومة محمد غازي الجلالي من 23 أيلول 2024 إلى 10 كانون الأول 2024 بعد يومين من سقوط نظام الأسد.
حاصل على درجة الدكتوراه في الاقتصاد الزراعي بتخصص تخطيط التنمية الزراعية من جامعة عين شمس في القاهرة عام 2009، وعلى درجة الماجستير في الاقتصاد الزراعي بتخصص تخطيط الإنتاج الزراعي من جامعة عين شمس في القاهرة عام 2005. تخرج من كلية الهندسة الزراعية بجامعة دمشق تخصص الاقتصاد الزراعي عام 2001.
عمل مدير إدارة البحوث الاجتماعية والاقتصادية في الهيئة العامة للبحوث العلمية الزراعية، وخبيراً اقتصادياً متعاوناً في المركز العربي لدراسات المناطق الجافة والأراضي القاحلة (أكساد)، ومعاون وزير الزراعة لشؤون السياسات الزراعية في وزارة الزراعة والإصلاح الزراعي منذ العام 2021 حتى تعيينه وزيراً.
له عدد كبير من الأبحاث المنشورة في مجلات علمية محكمة محلية وعربية ومشاركات عديدة في ورشات العمل والمؤتمرات المحلية والدولية في المجالات الزراعية.